# Liquide Direction Suspension
Liquide Direction Suspension (LDS) is een oranje synthetische hydraulische vloeistof voor Citroëns nieuwste generatie hydropneumatische systemen vanaf 2001 (HydractiveIII).
Van 1964 tot 2001 werd het groene, minerale Liquide Hydraulique Minéral (LHMV) als hydraulische vloeistof gebruikt. LDS en LHM zijn onderling niet uitwisselbaar.